# Cynorta coxalis
Cynorta coxalis is een hooiwagen uit de familie Cosmetidae.